# Erbringung sonstiger Verpflegungsdienstleistungen
Die Erbringung sonstiger Verpflegungsdienstleistungen ist eine Unterklasse des Wirtschaftszweigs Gastronomie.
In der Klassifikation der Wirtschaftszweige werden in der Systematik WZ 2008 Unternehmen und Betriebe zusammengefasst, die verschiedene Verpflegungsdienstleistungen erbringen. Dies umfasst vertraglich vereinbarte Verpflegungsdienstleistungen für eine bestimmte Zeitdauer,  Bewirtungsleistungen auf Lizenzbasis in Sport- und ähnlichen Anlagen und die Führung von Kantinen auf Lizenzbasis. Dabei werden die Betrieben von Event-Caterer unterschieden, die vertraglich vereinbarte Verpflegungsdienstleistungen zu einem bestimmten Anlass an einem vom Kunden angegebenen Ort anbieten.
Der Zweig erfasst:
- Kantinen
  - Amtskantinen, Armeekantinen, Betriebskantinen, Bürokantinen, Militärkantinen, Schulkantinen, Universitätskantinen, Verkaufskantinen, Werkskantinen
  - Schulspeisung, Schulkantinen und Pausenverkauf
  - Militärverpflegung: Messen, Armeekantinen, Militärkantinen
  - Mensen und Universitätskantinen
  - Brotzeitverkauf durch Kantinen
  - Essenausgabestellen
  - Gemeinschaftsküchen
  - Cafeterias und Casinos/Kasinos, die als Kantine betrieben werden
  - Verpflegungseinrichtungen mit festem Abnehmerkreis, auch mit Selbstbedienung

- Catering, ohne Event-Catering
  - Caterer für Fluggesellschaften
  - Ausliefern von Frühstück und Frühstücksservice
  - Fernküchen

- Essen auf Rädern